# Cyclops viridis
Cyclops viridis – gatunek widłonoga z rodziny Cyclopidae. Nazwa naukowa gatunku została po raz pierwszy opublikowana w 1820 roku przez szwajcarskiego lekarza i zoologa Louisa Jurine.